# メン・イン・ブラック

メン・イン・ブラックのイメージ。普通は更に黒のソフト帽をかぶっているという

メン・イン・ブラック（Men in Black、MIB、黒衣の男、ブラックメン）は、UFOや宇宙人などの目撃者・研究者の前に現れ、警告や脅迫を与えたりさまざまな圧力や妨害を行う謎の人物、組織とされる。

## 概要
多くの証言では、未確認飛行物体や宇宙人を目撃した後に、目撃者の家や職場に黒の背広に黒ネクタイ、黒の革靴を履き黒いソフト帽をかぶり黒フレーム・黒レンズのサングラスを着用した姿（つまり上から下まで黒ずくめ。白の部分はワイシャツのみ）の男達2人から3人が、GMビュイックやキャデラック、メルセデス・ベンツなどの大型の黒塗りセダンで乗りつける。
目撃者が目撃体験を他人に話したか否かに関係なく、連邦政府機関の身分証（後述の通り偽造が疑われている）を見せた後、「未確認飛行物体や宇宙人の目撃を他言しないように。指示に逆らうとあなたは非常にまずい立場に置かれる」との警告を行ったり、目撃者の家の写真を撮影したり、家の近辺をうろつくと報告されている。
そうした彼らの「忠告」を無視した結果、次は「あなた、しまいには消されるぞ」と再警告を受けたり、目撃者の自動車が故意の当て逃げ事故に巻き込まれたという報告もある。 しかし、これらの事例について警察に通報したにもかかわらず、警察官が来なかったり、来たという記録そのものが故意に消されていたという報告も存在する。MIBの訪問を受けたUFO研究家が、示された身分証明書の氏名を元に、後でその機関に問い合わせてみると「当庁にそのような人物はいない」という回答が必ず返ってくる。
彼らの顔つきはアジア人的であるという報告が多く、車やその他すべての衣類や持ち物が新品そのものであるという証言も多い。なお、これらの車にはナンバープレートがついていないケースや、ナンバープレートはついているものの、偽造されたものなのかそのナンバーは登録がないというケースも報告されている。また、彼らとともに、全くの無音で飛行する「黒いヘリコプター」が目撃されることもある 。
MIBが出没する地域は、主にアメリカやカナダ、イギリス、オーストラリアなどの英語圏が中心である。その存在自体が一種の都市伝説や陰謀論となっている。

## 初出
メン・イン・ブラックが現れるという報告や噂の多くは、1950年代および1960年代に登場しており、その中でも最初のものはUFO・超常現象研究家のグレイ・バーカー（Gray Barker）が1956年に出版した『彼らは空飛ぶ円盤を知りすぎた』（They Knew Too Much About Flying Saucers）だとされる。バーカーは故郷で起きたフラットウッズ・モンスターの事件をきっかけにオカルト業界に入り、UFOや超常現象に関する記事を寄稿していた。
UFO雑誌を出版し、1952年には全国規模のUFO調査団体「IFSB」（International Flying Saucers Bureau、国際空飛ぶ円盤事務所）を立ち上げ率いていたアルバート・K・ベンダー（en:Albert K. Bender）が1953年に突然「私は空飛ぶ円盤の背後にある秘密を知ったが、そのために黒い背広と帽子の3人の男たちから『これ以上円盤のことを書くな』と脅された」と主張し、IFSBを解散した。バーカーの本は、このベンダーの遭遇した事件を描いたものである。ベンダーの証言は、当初は言外にアメリカ政府の介入があったことをほのめかしたものであったが、後に語った証言ではUFO目撃談のうちの超常現象的な部分が混ぜ合わされたような話へと変化している。
「黒服の男たちに脅された」という主張を始めるよりも以前に、ベンダーは1947年にワシントン州で起きた「モーリー島事件」（Maury Island incident）の取材を行い報告を雑誌に載せているが、この事件にもすでに「黒服の男」が登場している（当時、ベンダーはこの件について懐疑的だった）。モーリー島事件は、漁師のハロルド・ダールが息子とともにピュージェット湾に船を出していた際に複数の空飛ぶ円盤を目撃し、うち1機がトラブルを起こして部品を落とし、その破片がダールの船に当たって船の損傷と船に乗っていた飼い犬の死をもたらしたという事件だった。
翌朝、黒い背広を着て黒い1947年型ビュイックに乗った男がダールの家を訪問してダールを近所のダイナーに食事に誘い、その席で事件について沈黙を守るよう警告したという。ここでは、後のメン・イン・ブラックの噂に出てくる典型である「浅黒い肌の、もしくはどこか外国人風の顔色の3人の男が、黒いサングラスに黒い背広を着て、黒いセダンに乗ってやってくる」がまだ完成していないが、その原型はすでに現れている。

## 目撃談の歴史
最も古い事例では1924年のウェストバージニア州にて、MIBの先駆けとなる人物が目撃されている。翼がなく無音で飛ぶ「珍しい飛行機」が墜落した現場に赴いた新聞記者のジョン・コールは、黒ずくめのスーツに身を包んだ場違いな男たちを現場で目撃している。彼らは浅黒い肌で、目は吊り上がっていて東洋人のように見え「何も問題は起きていない」から、とコールに帰るよう促している。
アメリカ空軍の未確認飛行物体の公式研究機関「プロジェクト・ブルーブック」は、未確認飛行物体の目撃者の元に偽物の空軍士官やFBIが大勢出没している事を認め、これに悩まされている事実を公表している。
1960年代にアメリカ空軍やNORADの身分証明書を示した人物による、未確認飛行物体や宇宙人の目撃者に対する脅迫事件が多発したため、FBIが遭遇者に対して本格的な調査を行ったところ、遭遇者に示された身分証明書に記された名前の人物が存在しなかったり、実在の人物ではあるが空軍やNORAD勤務ではなく、別の政府機関に勤務していたというケースも多かったという報告がある。。
1965年にテキサス州で報告されたケースでは、未確認飛行物体を目撃した警察官の元に目撃直後に現れ、口止したという報告もある。同じく1965年には、UFO研究家Timothy Beckleyにより、最も古いMIB(とされる人物)の写真)が撮影されている。
1966年にニュージャージー州でビームを放つUFOが目撃された際にMIBが目撃されたという情報がある。
また、1980年12月にイギリスにあるNATOのウッドブリッジ基地で未確認飛行物体が目撃された際には、黒服の2人組の男性が、近隣の住人に「未確認飛行物体を目撃したか」という点だけを確認して回ったケースも報告されている。

## 日本における目撃例
中山市朗と木原浩勝の著書『新耳袋』の「黒い男たち」という章で、日本においてもUFOを撮影した人物の元に出現し、暗躍している事例が記されている。撮影した写真をネガごと廃棄する事で失踪という最悪の事態を免れた目撃者の証言もある。
また、中山の著書『妖怪現わる』には、昭和50年代に、北海道で直立する蛙のような、河童にも見える生き物の写真を撮った者の所に出現し、その後接触した撮影者が消息を絶つという事例も記されている（同時に大阪で同様の生き物を撮影した人物が消息を絶つ事例も掲載しているが、その人物がメン・イン・ブラックと会ったかは不明）。当時は矢追純一が著書でメン・イン・ブラックを紹介する前だった為、仲間内で「ブラック・マン」と呼んでいたという。

## 解釈

### 政府謀略工作員説
MIBの正体は、アメリカのFBIやCIA、またはアメリカ政府直属の秘密工作員で、「UFO問題を一般国民から隠すための謀略に従事している」との見方がある。
しかし本当に政府機関の工作員であるならば、その言動が不自然だという疑問点がある。MIBが提示するとされる偽造された身分証明書は、一目で偽物と分かる場合が多く、服装や靴も新品同様の卸立てであったり、体格が異様であったりと、秘密工作員にしては変装が稚拙すぎると指摘されている。またアメリカ空軍の未確認飛行物体の研究計画「プロジェクト・ブルーブック」は、未確認飛行物体の目撃者の元に偽物の空軍士官やFBIが大勢出没している事を認め、これに悩まされている事実を公表している。
また2020年代に入り、アメリカ政府と軍が未確認飛行物体の存在を公式に認めてからは、アメリカの政府の謀略工作員が「未確認飛行物体の目撃情報を一般国民から隠す」事は理にかなっていないという指摘がある。

### 宇宙人説
MIBの中には、肉体的にも行動的にも極めて異常な特徴を示す者がいる。人間とは思えないほどに痩せこけている、死体のように青ざめた肌をしている、左右の眼を別々に動かしている、眉毛もまつ毛もないなどの報告がある。
たとえ訪問された目撃者以外に未確認飛行物体や宇宙人の目撃者がいない場合でも、なぜか目撃者の家や職場を特定し、訪れるケースが多数報告されている。また、「エネルギーが切れる」と言って立ち去る、機械的な直線的な歩き方しか行えなかったり、目撃者の家において出された飲み物のストローや、デザートのスプーンの使い方がわからないなど、人間が日常生活において通常ついているはずの知識が欠如していることが多いため、「地球人の格好をした宇宙人ではないか」と言われることもある。
1966年にUFOを目撃したラルフ・バトラーは、翌年に「アメリカ空軍のリチャード・フレンチ（Richard French）」を自称する黒ずくめの人物の訪問を受けた。話をする中で「胃の調子が良くない」と語るこの人物に、ラルフ夫人が家にあったゼリーを勧めたところ、この人物はスプーンの使い方がわからず、まるでゼリーを生まれて一度も見たことがないかのような反応を示したという（後の調査では、アメリカ空軍に属するリチャード・フレンチは全くの別人であった事が判っている）。
また、MIBが訪れた後にはポルターガイストなどの心霊現象が起こるという報告も少なからず存在する。超常現象研究家のダン・エイクロイド（Dan Aykroyd）はMIBが車ごと消失する現場を目撃したと述べている。
同様に、MIBは「UFO目撃事件の歴史を改竄しているタイムトラベラー」だという説やマインドコントロールで操られた一般人だという説もあるが、上記のように特異な言動をとりUFOの目撃情報を消去することを行う、典型的なMIBと一致しない。

### 都市伝説
アメリカを中心に多くの目撃、遭遇報告が存在するものの、あまりに突飛な内容ということもあり、彼らが実際に存在するか否かという点を離れ、一種の都市伝説と化している。UFOの目撃者に対して「喋れば超能力を使って殺す」というようなTVドラマ紛いの稚拙な脅迫を行うケースも見られ、創作ではないかという見方も強い。
「もし本当にメン・イン・ブラックが存在しているならば、『メン・イン・ブラック』自身の目撃情報もメン・イン・ブラックは抹消していて、我々が知る事は無いだろう」という意見もあるが、実際に、「（メン・イン・ブラックの）存在を他のものに告げることをしないように」との忠告を受けている矛盾した事例も存在している。
また、都市伝説化によりメン・イン・ブラック自体の存在が有名なものになり、UFOの目撃情報があった場所を訪れたイタリアのUFO研究家マルセル・デバルが、目撃者に状況などを聞いたのが段々誇張して語られていくうちに「UFOを目撃したら謎の人物が訪問してきた」とデバルがメン・イン・ブラックと勘違いされた事例が「UFOと宇宙人　全ドキュメント」(ISBN 4896651219)の中で紹介されている。
これをネタにした例として、2012年12月8日、ロシアの放送局PENはドミートリー・メドヴェージェフに対する記者の「首相、地球に宇宙人たちがやってきたことをご存知か？」との問いに対し、メドヴェージェフが次のように答えたことを報じた。「それについて君に話すのはこれで最初で最後だ。大統領は核兵器のブリーフケースと共に別の国家機密を持ち歩いている。それはこの地球を訪れた異星人たちについて詳しく述べたものだ。この情報で君はこのテーマに関して我が国で彼らが特別な任務についていることを理解しただろう。大統領の任期が終れば何冊かのファイルと核のブリーフケースは次の大統領の手に渡る。この映画を観ればもっと情報が手に入る。『メン・イン・ブラック』だ。何人いるかについては言えない。人々がパニックになるから」

## 創作物において
- 1997年にアメリカでメン・イン・ブラックを題材にしたコメディ映画「メン・イン・ブラック」が製作された。同作のメン・イン・ブラックたちは、地球に渡航してきたエイリアンの監視を行う秘密組織に所属する、ごく普通の地球人という設定である。映画のヒットにより、このメン・イン・ブラックのスタイルは定着し、他のフィクションでも類似した設定が用いられる事がある。
- 前述の映画が公開される前後に日本では東洋水産から期間限定商品で「麺・イン・ブラック」という名前のイカスミの入ったカップラーメンが発売された。
- テレビドラマの「X-ファイル」にはメン・イン・ブラックがしばしば登場する。
- ゲーム作品の「Deus Ex」の作中にはMJ-12のエージェントとして登場する。
- 前述の日本での目撃例を記した書籍「新耳袋」を元に怪談新耳袋として、大幅に脚色（ほぼフィクション）する形でドラマ化されている。
- 1999年のアメリカのSF映画「マトリックス」に登場するエージェントはメン・イン・ブラックをモチーフにしている。
- フジテレビ系列の単発番組「run for money 逃走中」に登場する、逃走者を確保することのみ目的とするハンターはメン・イン・ブラックをモチーフにしている。
- アニメ番組「あの夏で待ってる」の作品中にはキーワードとして「メン・イン・ブラック」というフレーズがよく出る。
- シェアード・ワールド創作「SCP財団」の作品におけるフィールドエージェントたちは、メン・イン・ブラックを意識しており、実際執筆ガイドでもメン・イン・ブラックについて触れられている。